# Serraca obsoleta
Serraca obsoleta là một loài bướm đêm trong họ Geometridae.